# 볼레스와비에츠

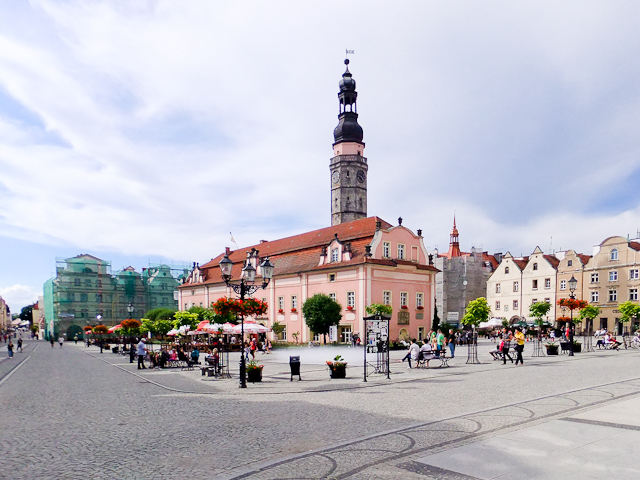
볼레스와비에츠 시장 광장과 시청

볼레스와비에츠(폴란드어: Bolesławiec)는 폴란드 남서부 돌니실롱스크주에 위치한 도시로 면적은 22.81km2, 인구는 40,837명(2006년 기준), 인구 밀도는 1,800명/km2이다.
1251년에 도시 지위를 부여받았으며 도시 이름은 실레시아(실롱스크)의 볼레스와프 1세 비소키 공작(Bolesław I Wysoki)에서 유래된 이름이다. 도자기 산업으로 널리 알려진 곳이다.

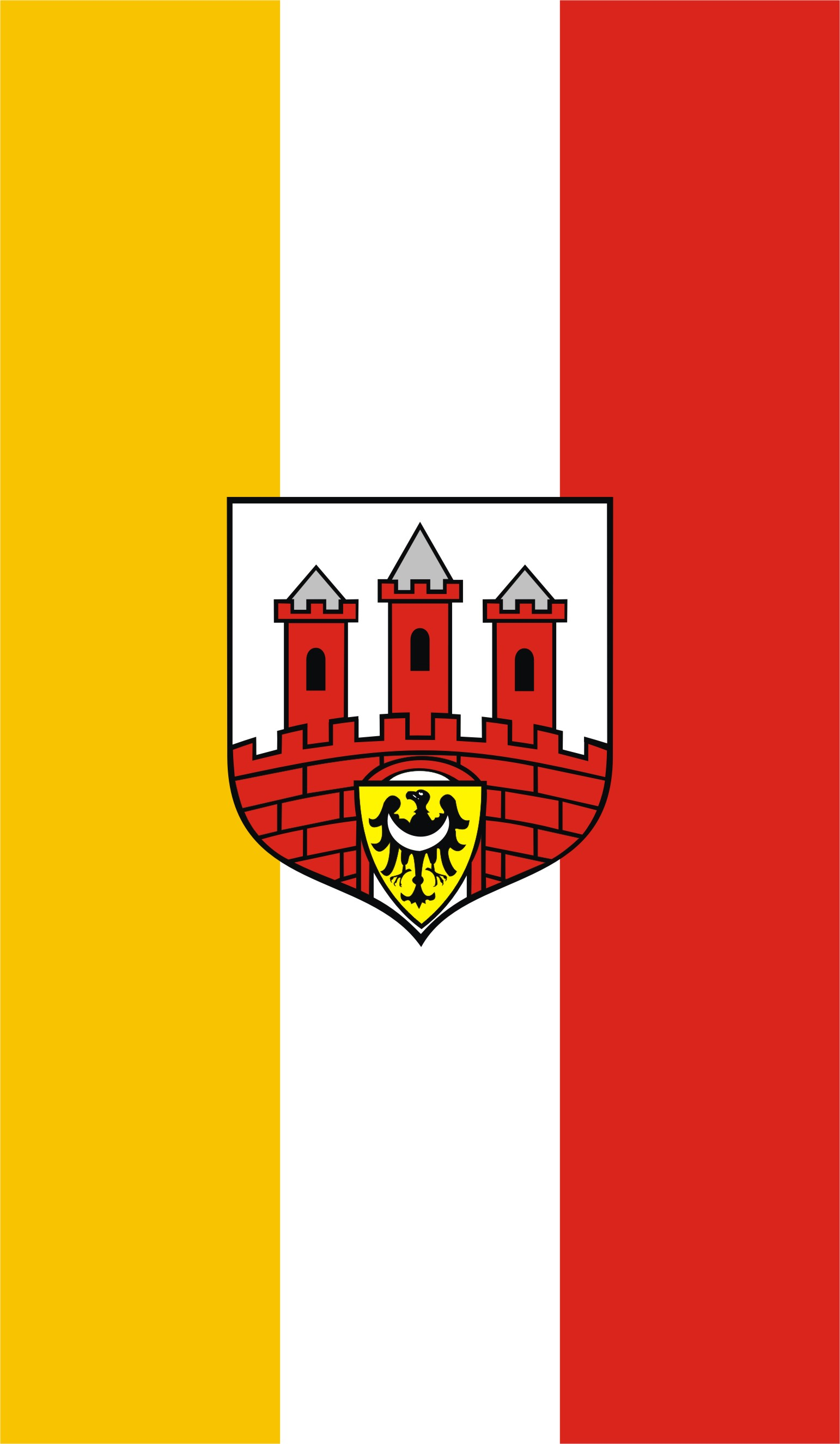
시기
시 문장